# AS S1/S2
AS – polski samochód z okresu międzywojennego, produkowany przez Towarzystwo Budowy Samochodów AS w Warszawie z siedzibą przy ul. Srebrnej 16 (produkcja przy ul. Złotej 64) na Woli w latach 1927–1930.

## Historia i opis pojazdu
Samochody AS konstrukcji inż. Aleksandra Libermana produkowane były w Warszawie w 2 podstawowych modelach podwozia:
- S-1 – przeznaczony na taksówki, silnik Chapus-Dornier, 4-cylindrowy, dolnozaworowy, o pojemności 990 cm³ i mocy 17 KM
- S-2 – przeznaczony na taksówki i samochody turystyczne, silnik CIME, 4-cylindrowy, górnozaworowy, o pojemności 1203 cm³ i mocy 24 KM.

Nadwozia do samochodów AS wykonywała głównie firma B-cia Węgrzeccy z Szydłowca.
Montaż odbywał się w warszawskiej fabryce Jana Łaskiego. Poza samochodami osobowymi na podwoziu S-1 lub S-2 oferowano samochody dostawcze z nadwoziem furgon. Ogółem produkcja wyniosła ok. 200 sztuk w różnych wariantach, z czego większość jeździła jako warszawskie taksówki.
Konstrukcja AS-a została zaprojektowana w oparciu o technologie francuskie, tylko jeden element konstrukcji pojazdu – kompletny zespół napędowy (silnik + skrzynia biegów) pochodził w całości z importu.
AS-y produkowane były w czterech wersjach nadwoziowych – landaulet, kabriolet, limuzyna i furgon dostawczy.